# 2040 Шалонж
2040 Шалонж (2040 Chalonge) — астероїд головного поясу, відкритий 19 квітня 1974 року.
Тіссеранів параметр щодо Юпітера — 3,141.